# ГАЕС Xiǎngshuǐjiàn
ГАЕС Xiǎngshuǐjiàn (响水涧抽水蓄能电站) — гідроакумулювальна електростанція на сході Китаю у провінції Аньхой. 
Нижній резервуар станції створили на лівобережжі правої притоки Янцзи річки Zhanghe, яке тече по рівнині в обвалуванні та живить канал, через який можливе поповнення водойми. Резервуар утримує кільцева земляна дамба висотою до 26 метрів, довжиною 3784 метра та шириною по гребеню 8 метрів. Оточене нею водосховище має об’єм 14 млн м3 (корисний об’єм 12,6 млн м3) та коливання рівня поверхні у операційному режимі між позначками 2 та 14,6 метра НРМ (під час повені рівень може зростати до 15 метрів НРМ). 
Верхній резервуар створили над нижнім на схилі гори Фушань за допомогою трьох кам’яно-накидних споруд із бетонним облицюванням висотою 87, 65 та 54 метра при довжині 520, 339 та 174 метра відповідно. Разом вони утримують водосховище з об’ємом 16,1 млн м3 (корисний об’єм 13,1 млн м3), в якому відбувається коливання рівня між позначками 190 та 222 метра НРМ (під час повені рівень може зростати до 222,8 метра НРМ).
Резервуари розташовані на відстані біля 0,5 км один від одного. Верхній із них з’єднаний з машинним залом за допомогою чотирьох тунелів зі спадаючим діаметром від 6,4 до 3,5 метра. Із нижньою водоймою зал сполучають чотири тунелі діаметром по 6,8 метра.
Машинний зал споруджений у підземному виконанні та має розміри 173х23 метра при висоті 56 метрів. Тут встановили чотири оборотні турбіни типу Френсіс потужністю по 250 МВт, які використовують напір у 190 метрів та забезпечують виробництво 1762 млн кВт-год електроенергії при споживанні для зворотнього закачування 2274 млн кВт-год.
Зв’язок із енергосистемою відбувається по ЛЕП, розрахованій на роботу під напругою 500 кВ.